# 新华每日电讯
《新华每日电讯》是中国新华通讯社主办的一份全国性报纸，日出8版，以“展示新华社稿件精品”为主。出版单位为新华每日电讯社，社址位于北京市宣武门西大街，于1993年1月1日首刊。
2021年1月1日，《新华每日电讯》将报头中的“新华”二字改为毛泽东手书，“每日电讯”仍为宋体印刷体。